# 李相一
李相一（이상일，1979年5月25日—），韩国足球运动员，现在是自由球员。

## 俱乐部生涯
李相一大学毕业后在比利时球队KSK贝弗伦开始职业足球生涯，之后转会到热米纳尔比尔肖特。2003年回到韩国，先后效力于大邱FC和全南天龙。
2009年7月，中国足球超级联赛球队长沙金德和李相一签约半年。李相一在2009赛季出场9次，表现一般，赛季结束后没有获得续约。